# Jenny Lindbäck
Jenny Lindbäck (* 30. August 1987 in Helgum als Jenny Jonsson, Gemeinde Sollefteå) ist eine ehemalige schwedische Biathletin.
Jonsson begann im Alter von 13 Jahren mit dem Biathlonsport, nachdem sie bereits einige Jahre zuvor an Skirennen für Nachwuchsläufer in Schweden teilgenommen hatte. Anfang 2004 trat sie bei den Juniorenweltmeisterschaften in Haute-Maurienne zum ersten Mal international in Erscheinung und belegte mit der Staffel den fünften Platz. Im Folgejahr erreichte sie Rang 14 beim Einzelrennen der Juniorenweltmeisterschaften von Kontiolahti. Ende 2007 bestritt Jonsson insgesamt vier Wettbewerbe im Europacup der Juniorinnen und gewann am 30. November 2007 nach einer fehlerfreien Schießleistung das Sprintrennen in Torsby. Einen Tag später bestätigte sie ihren Erfolg trotz sieben Fehlern mit Platz drei in der Verfolgung.
Ihr Weltcupdebüt feierte Jonsson in der Saison 2007/2008 in Pyeongchang im Februar 2008. Nach Rang 59 im Sprint endete das anschließende Verfolgungsrennen mit einer Überrundung. In den beiden letzten Weltcups von Chanty-Mansijsk und Oslo wurde sie erneut im Sprint eingesetzt, kam jedoch über Platzierungen im hinteren Feld nicht hinaus.
Beim Sommerbiathlon-Cup in Östersund Ende August 2008 gewann Jonsson das Sprintrennen und belegte Rang drei in der Verfolgung. Ihre ersten Weltcuppunkte errang Jonsson in der Saison 2008/2009 mit Platz 18 beim Einzel in Vancouver-Whistler. Bei ihrem ersten Aufgebot als Startläuferin der schwedischen Frauenstaffel in der Saison 2010/2011 siegte sie am 6. Januar 2011 in Oberhof zusammen mit Anna Carin Zidek, Anna Maria Nilsson und Helena Ekholm. Ihr bislang bestes Einzelergebnis hatte Jonsson in derselben Saison beim Sprint in Antholz am 21. Januar 2011 mit Platz 15.
Jenny Jonsson ist die jüngere Schwester von Helena Ekholm, die ebenfalls für die schwedische Mannschaft im Weltcup startete.

## Biathlon-Weltcup-Platzierungen
Die Tabelle zeigt alle Platzierungen (je nach Austragungsjahr einschließlich Olympische Spiele und Weltmeisterschaften).
- 1.–3. Platz: Anzahl der Podiumsplatzierungen
- Top 10: Anzahl der Platzierungen unter den ersten zehn (einschließlich Podium)
- Punkteränge: Anzahl der Platzierungen innerhalb der Punkteränge (einschließlich Podium und Top 10)
- Starts: Anzahl gelaufener Rennen in der jeweiligen Disziplin

| Platzierung            | Einzel | Sprint | Verfolgung | Massenstart | Staffel | Gesamt |
| ---------------------- | ------ | ------ | ---------- | ----------- | ------- | ------ |
| 1. Platz               |        |        |            |             | 1       | 1      |
| 2. Platz               |        |        |            |             | 1       | 1      |
| 3. Platz               |        |        |            |             |         |        |
| Top 10                 |        |        |            |             | 6       | 6      |
| Punkteränge            | 6      | 8      | 3          | 1           | 7       | 25     |
| Starts                 | 14     | 32     | 9          | 1           | 7       | 63     |
| Stand: 9. Februar 2013 |        |        |            |             |         |        |